# リスの住宅難
『リスの住宅難』（リスのじゅうたくなん、原題：Chip an' Dale）は、ウォルト・ディズニー・プロダクション（現：ウォルト・ディズニー・カンパニー）が製作した1947年11月28日公開のアニメーション短編映画作品。ドナルドダック・シリーズの第74作である。

チップとデールが現在の名前で初めて出演した作品である。

## あらすじ
寒さで眠れずにいたドナルドが暖炉のための薪を探していたところ、ちょうどいい古木を見つける。しかし、その古木はチップとデールが冬を越すための家でもあったのだ。

## スタッフ
- 製作：ウォルト・ディズニー
- 監督：ジャック・ハンナ
- 脚本：ディック・キニー、ボブ・ノース
- 音楽：オリバー・ウォレス
- 美術：エール・グレイシー
- 背景：ラルフ・ハレット
- 原画：ビル・ジャスティス、ジャック・ボーイド、ボルス・ジョーンズ

## キャスト
| キャラクター   | 原語版                   | 旧吹き替え版 | 新吹き替え版 |
| -------------- | ------------------------ | ------------ | ------------ |
| ドナルドダック | クラレンス・ナッシュ     | 関時男       | 山寺宏一     |
| チップ         | ジェームズ・マクドナルド | 土井美加     | 滝沢ロコ     |
| デール         | デジー・フリン           | ?            | -            |
| ナレーター     | -                        | 江原正士     | -            |

## 日本での公開

### 収録
- 『ハロー! チップとデールがやってきた!!』（VHS・DVD、ブエナ・ビスタ・ホーム・エンターテイメント、新吹き替え版）
- 『ドナルド ザ・グレーテストヒッツ』（VHS、ブエナ・ビスタ・ホーム・エンターテイメント、新吹き替え版）
- 『ドナルドダック・クロニクル Vol.3 限定保存版』（DVD、ブエナ・ビスタ・ホーム・エンターテイメント、新吹き替え版）